# Prague Open Challenger 2023
Il Prague Open Challenger 2023, noto anche come IBG Prague Open by Moneta Money Bank, è stato un torneo maschile di tennis professionistico giocato sulla terra rossa. È stata la 3ª edizione del torneo, facente parte della categoria Challenger 50 nell'ambito dell'ATP Challenger Tour 2023. Si è giocato al TK Spoje Praha di Praga, in Repubblica Ceca, dal 21 al 26 agosto 2023.

## Partecipanti

### Teste di serie
| Nazionalità | Giocatore            | Ranking* | Testa di serie |
| ----------- | -------------------- | -------- | -------------- |
| Austria     | Lukas Neumayer       | 223      | 1              |
| Italia      | Francesco Maestrelli | 246      | 2              |
| Italia      | Luciano Darderi      | 250      | 3              |
| Germania    | Rudolf Molleker      | 266      | 4              |
| Portogallo  | João Sousa           | 270      | 5              |
| Germania    | Henri Squire         | 276      | 6              |
| Francia     | Mathias Bourgue      | 277      | 7              |
| Monaco      | Valentin Vacherot    | 286      | 8              |

* Ranking al 14 agosto 2023.

### Altri partecipanti
I seguenti giocatori hanno ricevuto una wild card per il tabellone principale:
- Hynek Bartoň
- Jonáš Forejtek
- Toby Kodat

Il seguente giocatore è entrato in tabellone con il ranking protetto:
- Carlos López Montagud

I seguenti giocatori sono passati dalle qualificazioni:
- Michael Vrbenský
- Kirill Kivattsev
- Gabriel Debru
- Federico Agustín Gómez
- Jakub Nicod
- Paweł Ciaś

## Punti e montepremi
| Torneo    | Torneo              | V     | F     | SF    | QF    | 2T  | 1T  | Q | Q2  | Q1  |
| Singolare | Punti               | 50    | 30    | 17    | 9     | 4   | 0   | 3 | 1   | 0   |
| Singolare | Premi in denaro (€) | 4 910 | 2 950 | 1 735 | 1 000 | 600 | 360 | – | 180 | 110 |
| Doppio    | Punti               | 50    | 30    | 17    | 9     | –   | 0   | – | –   | –   |
| Doppio    | Premi in denaro (€) | 1 900 | 1 110 | 670   | 390   | –   | 225 | – | –   | –   |

## Campioni

### Singolare
Rudolf Molleker ha sconfitto in finale  Gabriel Debru con il punteggio di 6–2, 6–2.

### Doppio
Petr Nouza /  Andrew Paulson hanno sconfitto in finale  Filip Bergevi /  Mick Veldheer con il punteggio di 7–5, 6–3.